# 필리프 부아스
필리프 알랭 부아스(프랑스어: Philippe Alain Boisse, 1955년 3월 18일~)는 프랑스의 펜싱 선수, 체육행정인으로 주 종목은 에페이다. 1980년 하계 올림픽에서 남자 에페 단체전 금메달을 획득했으며 1984년 하계 올림픽 남자 에페 개인전 금메달과 단체전 은메달을 획득했다. 또한 세계 선수권 대회에서 금메달 3개와 동메달 1개를 획득했다.